# Jernbanestationer i Aarhus Kommune
Af Jernbanestationer i Aarhus Kommune er der i dag 25 fungerende . Den største er Aarhus Hovedbanegård med en årlig gennemstrømning på 13 millioner mennesker.

## Aarhus C
- Aarhus Hovedbanegård (se også billedgalleri)
- Østbanegården (Aarhus Ø)
- Skolebakken Station
- Europaplads Station

## Viby J
- Viby J
- Gunnar Clausensvej Station
- Kongsvang Trinbræt
- Rosenhøj Station
- Øllegårdsvej Station

## Lystrup
- Lystrup Station
- Hovmarken Station

## Hjortshøj
- Hjortshøj Station

## Løgten-Skødstrup
- Løgten Station
- Skødstrup Station

## Risskov
- Torsøvej Station
- Vestre Strandallé Station

## Beder
- Beder Station

## Malling
- Malling Station
- Egelund Station

## Mårslet
- Mårslet Station
- Vilhelmsborg Station
- Mølleparken Station

## Tranbjerg
- Tranbjerg Station
- Gunnestrup Station (Nedlagt i 2008)
- Havebyen Station (Nedlagt i 2008)
- Nørrevænget Station